# Ulla-Britt Wieslander
Ulla-Britt Wieslander gift Rosberg, född 10 juni 1942 i Borås, död 29 november 2023 , var en svensk friidrottare som tävlade för IK Ymer. Hon utsågs år 1961 till Stor grabb/tjej nummer 211.
Wieslander var det tidiga 1960-talets dominant inom svensk och nordisk damsprint. Hon vann NM sex gånger i olika grenar, 100 meter, 200 meter, 80 meter häck och tog många landskampssegrar. År 1961 vann hon på en och samma dag fyra sträckor (100 m, 200 m, 80 m häck samt slutsträckan på stafetten) under damernas finnkamp.
På SM segrade hon på 100 meter 1959, 1960, 1963–1965 och 1967. På 200 meter 1959–1961, 1963, 1964 och 1967. 80 meter häck vann hon 1960, 1961, 1963, 1964 och 1966 samt på 4 × 100 meter 1958–1960, dessutom vann hon inomhus 60 meter 1968 och 60 meter häck 1967 och 1968, totalt 23 SM-guld. Hon satte svenskt rekord på 80 meter häck med 10,7 samt på 200 meter med 24,2. 
Wieslander deltog i OS 1960 på 200 meter och 80 meter häck, 1964 på 100 meter och 1968 på 100 meter och 80 meter häck. Den enda gången hon tog sig vidare från försöken var på 100 meter 1964, då hon tog sig till kvartsfinal.
Tilldelades BT-plaketten 1963.

## Personliga rekord
- 100 meter: 11.86 (1968)
- 200 meter: 24.2 (1964)
- 80 meter häck: 10.7 (1968)